# Chong Yong-de
Chong Yong-De (Aichi, 4 februari 1978) is een voormalig Zuid-Koreaans voetballer.

## Carrière
Chong Yong-De speelde tussen 2000 en 2009 voor Ome, Pohang Steelers, Nagoya Grampus Eight, Cerezo Osaka, Kawasaki Frontale, Yokohama FC en Consadole Sapporo.